# Bacteris porpra
Els bacteris porpra o bacteris fotosintètics porpra són proteobacteris que són fotòtrofs, és a dir capaços de produir energia mitjançant la fotosíntesi. Estan pigmentats amb bacterioclorofil·la a o b, junt amb diversos carotenoids. Això els proporciona colors entre el porpra, vermell, marró o taronja.

## Metabolisme
La fotosíntesi té lloc en el centres de reacció de la membrana cel·lular.
Com la majoria dels altres bacteris fotosintètics no produeixen oxigen perquè el donador d'electrons implicat no és l'aigua. En alguns anomenats "bacteris de sofre porpra" és el sulfit o el sofre elemental. Els altres anomenats "bacteris porpra de no-sofre" típicament usen hidrogen.
Anteriorment els bacteris porpra s'havien considerat taxonòmicament família, però l'anàlisi dARN ha mostrat que són grups separats.

## Història
Els bacteris porpra van ser els primers bacteris fotosintètics descoberts que no emetien oxigen com a subproducte sinó que el seu subproducte és el sofre.
Alguns investigadors els consideren relacionats amb els mitocondris.

## Taxonomia
Els bacteris porpra es troben dins dels subgrups d'alfaproteobacteris i betaproteobacteris, incloent:
| Rhodospirillales  |                                 |
| Rhodospirillaceae | e.g. Rhodospirillum             |
| Acetobacteraceae  | e.g. Rhodopila                  |
| Rhizobiales       |                                 |
| Bradyrhizobiaceae | e.g. Rhodopseudomonas palustris |
| Hyphomicrobiaceae | e.g. Rhodomicrobium             |
| Rhodobiaceae      | e.g. Rhodobium                  |
| Altres famílies   |                                 |
| Rhodobacteraceae  | e.g. Rhodobacter                |
| Rhodocyclaceae    | e.g. Rhodocyclus                |
| Comamonadaceae    | e.g. Rhodoferax                 |

Els bacteris porpra estan inclosos en el subgrup dels gamaproteobacteris i dins l'ordre Chromatiales.